# Stade Tunisien (Handball)
Die Handballabteilung des multisportlichen Vereins Stade Tunisien (arabisch الملعب التونسي, DMG al-malʿab at-tūnisī) spielt traditionell in den Vereinsfarben Grün und Rot und trägt ihre Heimspiele in der Halle Khaznadar in Bardo aus, einem Vorort der Hauptstadt Tunis.
Der traditionsreiche Verein gilt im Handball seit Jahren als Fahrstuhlmannschaft zwischen den obersten Ligen. In den letzten Jahren erlebte der Verein mehrere Auf- und Abstiege; den Tiefpunkt markierte die Saison 2005/06 mit dem Abstieg in die drittklassige Nationale C. Zwei Spielzeiten später gelang der direkte Wiederaufstieg in die zweite Liga, seither pendelte das Team häufig zwischen der ersten und zweiten Spielklasse.
Der Klub ist für seine gute Jugendarbeit bekannt, aus der auch Nationalspieler hervorgegangen sind.

## Erfolge
- Tunesische Handball-Meisterschaft
  - Vizemeister: 1982

## Ehemalige Spieler
- Issam Tej
- Riadh Sanaa

## Rivalen
Wie im Fußball, steht Stade Tunisien im Handball regelmäßig den dominierenden Hauptstadtvereinen Club Africain und Espérance Sportive de Tunis gegenüber, zu denen eine lokale Rivalität besteht.
Die Spiele zwischen Stade Tunisien und den beiden großen Vereinen werden als kleines Tunis Derby (von den Medien „Derbietto“ genannt) bezeichnet. Die Begegnung zwischen den beiden großen Klubs gilt als das wahre Tunis Derby.